# بيث شيلاني
بيث شيلاني مملكة بيث - شيلاني أو بيث شعلاني : Beth-Shilani عاصمتُها ( سَر أنابا Sar-Anaba ) في سنة 732 ق . م قاد الملكُ الآشوري ( تكلتبيلاصر الثالث 745 - 727 ق . م ) حملةً عسكرية على عاصمتِها سر أنابا، قُتِلَ خلالها ملكُها وسُبيَ خمسةٌ وخمسون ألفاً من سكانها الكلدان ورُحلوا إلى البلاد الآشورية.